# Meer van de Ry de Rome
Het meer van de Ry de Rome is een Belgisch stuwmeer op het riviertje de Ry de Rome. Het meer ligt op het grondgebied van de gemeente Couvin in de plaats en deelgemeente Petigny en heeft een oppervlakte van 25 hectare (of 0,25 km²).
Het meer bevindt zich in het zuiden van de Belgische provincie Namen, aan de grens met Frankrijk in het hart van het bos van Petigny.